# Чемпіонат Азії з легкої атлетики в приміщенні 2023
Чемпіонат Азії з легкої атлетики в приміщенні 2023 відбувся 10-12 лютого в Астані у Палаці спорту «Казахстан».

## Призери

### Чоловіки
| Дисципліни            | Золото                                                                  | Золото      | Срібло                                                                   | Срібло  | Бронза                                                                                   | Бронза  |
| --------------------- | ----------------------------------------------------------------------- | ----------- | ------------------------------------------------------------------------ | ------- | ---------------------------------------------------------------------------------------- | ------- |
| 60 метрів             | Імранур Рахман Бангладеш                                                | 6,59 PB     | Шак Кам Чинг Гонконг                                                     | 6,65    | Судзукі Рьота Японія                                                                     | 6,66    |
| 400 метрів            | Аммар Ісмаїл Яг'я Ібрагім Катар                                         | 46,25       | Михайло Литвин Казахстан                                                 | 46,39   | Фань Тяньжуй КНР                                                                         | 47,30   |
| 800 метрів            | Ебрагім Алзофаїрі Кувейт                                                | 1.49,33     | Абдірахман Саїд Гассан Катар                                             | 1.49,58 | Мусаєб Абдулрахман Балла Катар                                                           | 1.49,68 |
| 1500 метрів           | Ійдзава Кадзуо Японія                                                   | 3.42,83     | Мохамед аль Гарні Катар                                                  | 3.43,39 | Адам Алі Мусаб Катар                                                                     | 3.43,42 |
| 3000 метрів           | Мохамед аль Гарні Катар                                                 | 7.55,25     | Сато Кейта Японія                                                        | 7.56,41 | Шадрак Кімутай Коеч Казахстан                                                            | 7.59,84 |
| 60 метрів з бар'єрами | Девід Єфремов Казахстан                                                 | 7,65        | Чень Квейжу Китайський Тайбей                                            | 7,68    | Ісікава Сюхей Японія                                                                     | 7,70    |
| 4×400 метрів          | КазахстанАндрій Соколов Ельнур Мухітдінов В'ячеслав Земс Михайло Литвин | 3.09,15 NIR | КатарГуссейн Ібрагім Ісмаїл Давуд Фемі Огуноде Аммар Ісмаїл Яг'я Ібрагім | 3.09,26 | ТаджикистанЛеонід Пронженко Мірсаїд Мірзозода Мухаммадрізо Мірзозода Олександр Пронженко | 3.34,45 |
| Стрибки у висоту      | Акамацу Рейті Японія                                                    | 2,28        | У Сан Гьок Південна Корея                                                | 2,24    | Мажд Еддін Газаль Сирія                                                                  | 2,24    |
| Стрибки з жердиною    | Гуссейн Ассем аль Гізам Саудівська Аравія                               | 5,45        | Зейфелдін Генейда Абдесалам Катар                                        | 5,35    | Патсапонг Амсам-Анг Таїланд                                                              | 5,35    |
| Стрибки у довжину     | Лінь Юйтан Китайський Тайбей                                            | 8,02        | Джесвін Олдрін Індія                                                     | 7,97    | Чжан Мінкунь КНР                                                                         | 7,92    |
| Потрійний стрибок     | Фан Яоцин КНР                                                           | 17,20       | Правін Читравел Індія                                                    | 16,98   | Ю Ке Мін Південна Корея                                                                  | 16,73   |
| Штовхання ядра        | Таджіндерпал Сінгх Тур Індія                                            | 19,49       | Каранвір Сінгх Індія                                                     | 19,37   | Чень Сяодун КНР                                                                          | 18,85   |
| Семиборство           | Маруяма Юма Японія                                                      | 5801        | Окуда Кейсуке Японія                                                     | 5497    | Джанрі Убас Філіппіни                                                                    | 5246    |

### Жінки
| Дисципліни            | Золото                                                                        | Золото  | Срібло                                                                          | Срібло  | Бронза                       | Бронза  |
| --------------------- | ----------------------------------------------------------------------------- | ------- | ------------------------------------------------------------------------------- | ------- | ---------------------------- | ------- |
| 60 метрів             | Фасіхі Фарзанех Іран                                                          | 7,28    | Ольга Сафронова Казахстан                                                       | 7,32    | Валентина Лонтенг Індонезія  | 7,37    |
| 400 метрів            | Еліна Міхіна Казахстан                                                        | 54,07   | Нгуєн Тхі Гуєн В'єтнам                                                          | 54,67   | Срі Майя Сарі Індонезія      | 54,88   |
| 800 метрів            | У Хунцзяо КНР                                                                 | 2.06,85 | Сіомі Аяно Японія                                                               | 2.07,18 | Жао Сіньюй КНР               | 2.08,75 |
| 1500 метрів           | Нгуєн Тхі Оан В'єтнам                                                         | 4.15,55 | Гото Юме Японія                                                                 | 4.19,29 | Акбаян Нурмамет Казахстан    | 4.21,31 |
| 3000 метрів           | Керолайн Чепкоеч Кіпкуруй Казахстан                                           | 9.01,98 | Хе Уга КНР                                                                      | 9.03,43 | Ямамото Юма Японія           | 9.09,29 |
| 60 метрів з бар'єрами | Аокі Масумі Японія                                                            | 8,01    | Джоті Яраджі Індія                                                              | 8,13    | Чень Цзямінь КНР             | 8,15    |
| 4×400 метрів          | КазахстанАделіна Земс Крістіна Кондрашова Олександра Залюбовська Еліна Міхіна | 3.44,21 | УзбекистанМаліка Раджабова Лалло Аллаберганова Фаріда Солієва Каміла Мірсолієва | 3.46,45 | не вручалась                 |         |
| Стрибки у висоту      | Надія Дубовицька Казахстан                                                    | 1,89    | Крістіна Овчиннікова Казахстан                                                  | 1,89    | Єлизавета Матвеєва Казахстан | 1,84    |
| Стрибки з жердиною    | Насу Маю Японія                                                               | 4,00    | Венгатеш Павітра Індія                                                          | 4,00    | Розі Мена Індія              | 3,90    |
| Стрибки у довжину     | Гата Суміре Японія                                                            | 6,64    | Хуан Інін КНР                                                                   | 6,43    | Дар'я Резніченко Узбекистан  | 6,37    |
| Потрійний стрибок     | Шаріфа Давронова Узбекистан                                                   | 13,98   | Морімото Маріко Японія                                                          | 13,66   | Чень Тін КНР                 | 13,52   |
| Штовхання ядра        | Чон Ю Сун Південна Корея                                                      | 16,98   | Лі Су Чон Південна Корея                                                        | 16,45   | Ека Фебрі Екаваті Індонезія  | 15,44   |
| П'ятиборство          | Катерина Вороніна Узбекистан                                                  | 4386    | Свапна Барман Індія                                                             | 4119    | Ямасакі Юкі Японія           | 4078    |

## Медальний залік
| Місце                | Країна               | Золото | Срібло | Бронза | Загалом |
| -------------------- | -------------------- | ------ | ------ | ------ | ------- |
| 1                    | Японія               | 6      | 5      | 4      | 15      |
| 2                    | Казахстан            | 6      | 3      | 3      | 12      |
| 3                    | Катар                | 2      | 4      | 2      | 8       |
| 4                    | КНР                  | 2      | 2      | 6      | 10      |
| 5                    | Узбекистан           | 2      | 1      | 1      | 4       |
| 6                    | Індія                | 1      | 6      | 1      | 8       |
| 7                    | Південна Корея       | 1      | 2      | 1      | 4       |
| 8                    | В'єтнам              | 1      | 1      | 0      | 2       |
| 8                    | Китайський Тайбей    | 1      | 1      | 0      | 2       |
| 10                   | Бангладеш            | 1      | 0      | 0      | 1       |
| 10                   | Іран                 | 1      | 0      | 0      | 1       |
| 10                   | Кувейт               | 1      | 0      | 0      | 1       |
| 10                   | Саудівська Аравія    | 1      | 0      | 0      | 1       |
| 14                   | Гонконг              | 0      | 1      | 0      | 1       |
| 15                   | Індонезія            | 0      | 0      | 3      | 3       |
| 16                   | Сирія                | 0      | 0      | 1      | 1       |
| 16                   | Таджикистан          | 0      | 0      | 1      | 1       |
| 16                   | Таїланд              | 0      | 0      | 1      | 1       |
| 16                   | Філіппіни            | 0      | 0      | 1      | 1       |
| Загалом (19 збірних) | Загалом (19 збірних) | 26     | 26     | 25     | 77      |

## Онлайн-трансляції
Федерація легкої атлетики Республіки Казахстан здійснювала вебтрансляцію чемпіонату на власному YouTube-каналі:
- День 1 (ранкова сесія) на YouTube
- День 1 (вечірня сесія) на YouTube
- День 2 (ранкова сесія) на YouTube
- День 2 (вечірня сесія) на YouTube
- День 3 (вечірня сесія) на YouTube